# Olof Persson (konstnär)
Sven Olof (Olle) Gunnar Persson, född 14 september 1921 i Forshaga i Värmlands län, död 11 april 2001 i Karlstad, var en svensk målare, tecknare och grafiker. 
Persson var som konstnär autodidakt. Han började måla 1946 och gjorde sedan självstudier 1955–1957 genom flera vistelser i Köpenhamn, där han delade en ateljé med några jämnåriga nordiska konstnärer. Han företog en studieresa till Frankrike 1955. Några konstnärskamrater som såg hans teckningar menade att han skulle arbeta med träsnitt. Han utförde sina första träsnitt 1957–1958 och eftersom han gjorde avdragen själv blev upplagorna små, runt 20 exemplar av var bild. Ett undantag av var ett träsnitt som beställdes av landstinget i Värmland som trycktes på högtryckspressen vid Alsters grafikverkstad.
Tillsammans med Robert Jäppinen och Henri Rothschild ställde han ut 1958 på Galleri Rönnberg i Göteborg, och 1959 tillsammans med Bengt Delefors. Han har medverkat i några av Värmlands konstförenings utställningar i Karlstad och föreningen Graphicas utställning Ung grafik i Lunds konsthall 1959. 
Hans konst bestod huvudsakligen av figur och stilleben i olja och träsnitt.
Persson är representerad vid bland annat Värmlands museum, Kalmar konstmuseum, Statens konstråd, Värmlands läns landsting och Karlstads stads samlingar.